# أياكا كاواساكي
أياكا كاواساكي (باليابانية: 河崎綾佳) هي لاعبة كرة الريشة يابانية، ولدت في 5 يوليو 1991 في شيغا في اليابان.

## وصلات خارجية
- أياكا كاواساكي على موقع BWF.tournamentsoftware.com (الإنجليزية)
- أياكا كاواساكي على موقع BWFbadminton.com (الإنجليزية)